# Headlines (Friendship Never Ends)
„Headlines (Friendship Never Ends) е единайстият сингъл на английската поп група Spice Girls, издаден на 5 ноември 2007.
Песента се задържа на единадесето в класацията за сингли на Великобритания UK Singles Chart.

## Списък

### Дигитален формат
1. „Headlines (Friendship Never Ends)“ (радио версия) – 3:29

### CD сингъл
1. „Headlines (Friendship Never Ends)“ – 3:30
2. „Wannabe“ (Soul Seekerz 2007 Remix) – 6:55